# فيكتور لوريت
فيكتور كليمنت جورج فيليب لوريت (بالفرنسية: Victor Loret)‏ (1 سبتمبر 1859 – 3 فبراير 1946) كان عالم مصريات فرنسي.

## سيرة حياته

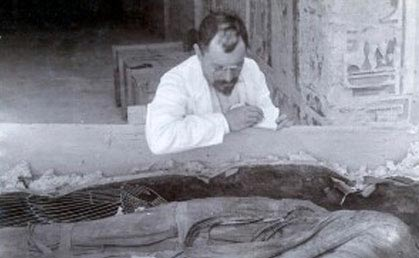
فيكتور لوريت أثناء التنقيب في مصر.

كان والده كليمنت لوريت عازفًا وملحنًا محترفًا من أصل بلجيكي، كان يعيش في باريس منذ عام 1855. أقام في مصر عدة مرات ونشر كتابه الأول (بالفرنسية: L'Egypte aux temps des pharaons)‏ عام 1898.
درس لوريت مع جاستون ماسبيرو في المدرسة العليا للدراسات العليا. في عام 1897 أصبح رئيسًا لإدارة الآثار المصرية. في مارس 1898، اكتشف مقبرة 35، وقبر أمنحتب الثاني في وادي الملوك. كانت مومياء أمنحتب الثاني لا تزال موجودة في التابوت الملكي، لكن القبر أثبت أيضًا أنه يحتوي على مخبأ لعدد من أهم فراعنة المملكة الجديدة مثل تحتمس الثالث، تحتمس الرابع، أمنحتب الثالث ورمسيس السادس. وضع الكاهن الأعظم لآمون بينوزم من الأسرة 21 المومياوات الملكية في مقبرة 35 لحمايتهم من النهب. 
لوريت اكتشف أيضا المقابر KV32 ، KV33 ، KV36 ، KV38 ، KV40 ، KV41 و KV42 . ادعاءه بأنه اكتشف KV34 محل نزاع من قبل بعض علماء المصريات الذين يعتقدون أنه يجب بدلاً من ذلك أن يُمنح الشرف لأحد رجاله المحليين. اكتشف أيضًا تحتمس الثالث في وادي الملوك .
توفي في ليون، فرنسا في 3 فبراير 1946، عن عمر يناهز 86 عامًا. تبرع ببعض من أرشيفه لجامعة ليون، ولكن الأغلبية لطالبه المفضل ، ألكسندر فاريل. 